# Ann Marie Rios
Ann Marie Rios (Santa Clarita, 5 de setembro de 1981) é uma atriz pornográfica americana.

## Biografia
Ann estudou na Van Mar Academy of Acting em Hollywood, e ganhou uma licença de corretora de imóveis aos 18 anos de idade, antes de entrar para a indústria adulta em abril de 2001 aos 19 anos. Em 2003, ela projetou o AnnMarie Signature Juicer, um brinquedo sexual exclusivo para o fabricante, Phallix. Em 2003, ela fez uma participação no videoclipe do single de estreia de Mark Ronson, intitulado "Ooh Wee", desempenhando o papel da namorada do cantor Nate Dogg. Neste mesmo ano, teve um papel sem fala na série de televisão Skin da Fox, onde interpretava uma stripper. Ainda em 2003, assinou um contrato com a produtora Metro Interactive, e em 2004 fez sua estreia na direção com o filme Babes Illustrated 14. Em 2005, depois de retornar de uma pausa no pornô ao longo do ano, ela acrescentou o sobrenome Rios ao nome artístico para destacar sua herança latina. Em julho de 2009 ela se tornou a presidente da empresa cinematográfica Erotique Entertainment.
AnnMarie já foi anfitriã de programas de rádio para a KSEXradio e Playboy Radio, e trabalhou em programas ao vivo de televisão para Playboy TV e Spice Networks. Ela também escreveu colunas para vários sites na internet.

## Prêmios
- 2004: AVN Award – Best Group Sex Scene, Film – Looking In[9]